# Idaea auroraria
Idaea auroraria là một loài bướm đêm trong họ Geometridae.